# Wicklow
Wicklow (irl. Cill Mhantáin) – miasto we wschodniej Irlandii w prowincji Leinster, stolica hrabstwa Wicklow. Położone na wybrzeżu Morza Irlandzkiego, posiada port handlowy. Miasto w 2011 roku zamieszkiwało 6761 mieszkańców.
Z Wicklow pochodzi Elaine Cassidy, irlandzka aktorka.

## Miasta partnerskie
- Montigny-le-Bretonneux, Francja
- Porthmadog, Walia